# 约翰·韦斯利·海厄特
约翰·韦斯利·海厄特（John Wesley Hyatt，1837年11月28日—1920年5月10日）是美国发明家。 他主要以简化第一种工业塑料赛璐珞的生产而闻名。海厄特是珀金獎章获得者 ，是国家发明家名人堂的入选者。他拥有近238项专利，其中包括甘蔗加工厂和水过滤设备。

## 生平
海厄特在纽约州斯塔基出生，16岁时开始从事打字员工作。后来，他成为发明家，发明了塑料，获得了数百项专利。他最著名的发明之一是找到象牙代替物来制造台球。1863年，出于对象牙的成本和对其短缺的担忧，迈克尔·菲兰提出了10000美元的赏金奖励找到替代品者。在他哥哥以赛亚（Isaiah）的帮助下，他试验了一种硝化纤维素的硬化形式——帕克尼斯。尽管其作为商业或工业产品并不成功，帕克赛恩其实已于1862年被英格兰的亚历山大·帕克斯发明，且被认为是第一种真正的塑料。 并且早在1851年，另一位英国发明家弗雷德里克·斯科特·阿切尔就在摄影应用中使用了液体硝化纤维素或火棉胶 ; 它也被广泛用作快干薄膜，以保护打字员的指尖。 海厄特的最终成果是发明商业上可行的生产固体、稳定的硝化纤维素的方法，在1869年在美国获得专利“赛璐璐”（美国专利50359；现在是通用商标）。1870年，海厄特成立了奥尔巴尼牙科板材公司（Albany Dental Plate Company），生产台球、假牙和钢琴键，海厄特的赛璐珞制造公司（Hyatt’s Celluloid Manufacturing Company）于1872年在纽约奥尔巴尼成立，并于1873年迁至新泽西州纽瓦克市。  
与此同时，第三位英国发明家Daniel Spill独立开发了基本相同的产品，在英国获得专利“Xylonite”。Spill后来在1877年到1884年间与海厄特打了一些代价高昂的官司。 最终的决定是赛璐珞的真正发明者是帕克斯，但所有赛璐珞的制造都可以继续，包括海厄特的。 
海厄特的其他发明专利包括最早的注塑机、滚柱轴承、甘蔗加工厂、榨汁和多针缝纫机。 他于1892年在新泽西州Harrison成立了Hyatt Roller Bearing Company。1895年，他聘请了该公司主要投资者的儿子艾尔弗雷德·斯隆 （ Alfred P. Sloan）担任起草人。1905年，他让斯隆担任总裁。该公司于1916年被出售给通用汽车公司，斯隆继续担任通用汽车总裁。 